# روار كريستنسن
روار كريستنسن (بالنرويجية البوكمول: Roar Christensen)‏ (29 أبريل 1971 في النرويج - ) هو مدرب كرة قدم ولاعب كرة قدم نرويجي في مركز الوسط. لعب مع ترومسو إيدريتسلاغ.

## وصلات خارجية
- روار كريستنسن على موقع قاعدة بيانات كرة القدم.إي يو (الإنجليزية)